# Käthe-Kruse-Puppen-Museum

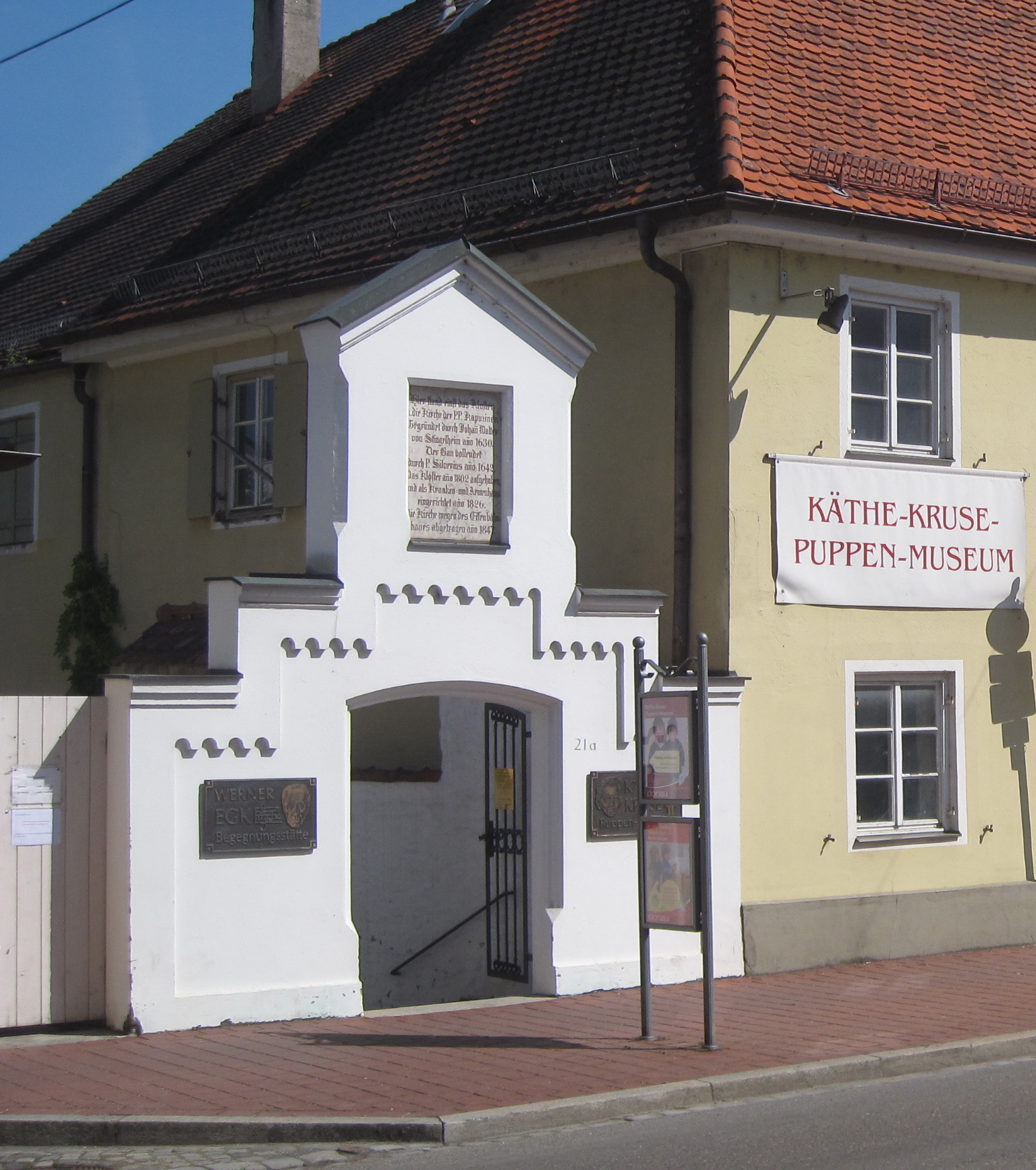
Eingang zum Museum

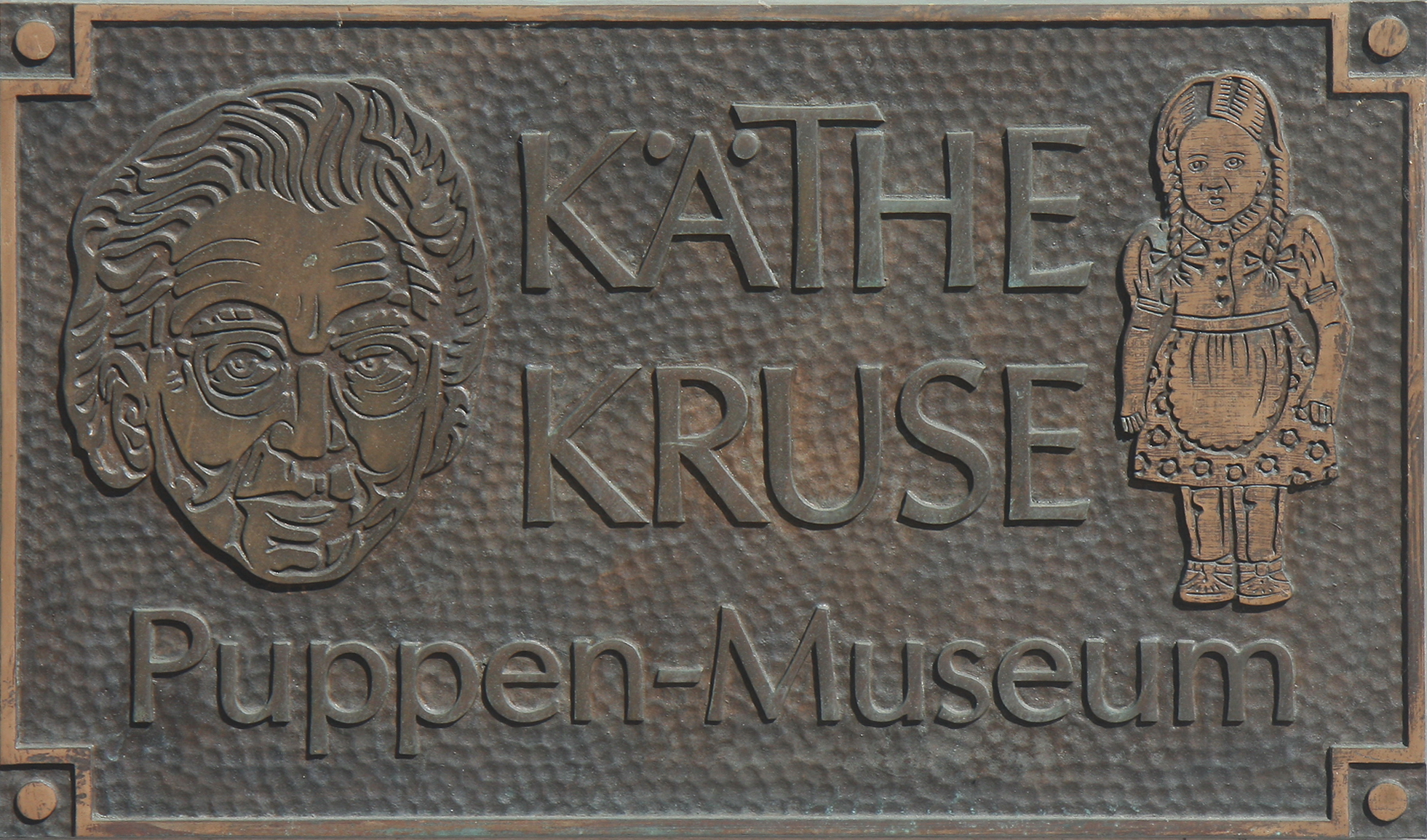
Schild des Museums

Das Käthe-Kruse-Puppen-Museum befindet sich im ehemaligen Kapuzinerkloster in Donauwörth. Es zeigt Puppen der Puppenmacherin Käthe Kruse (1883–1968). 
Das Museum entstand 1993 aus der Schenkung eines Großteils der privaten Sammlung von Hanne Adler-Kruse und Heinz Adler. Die Schenkung war mit der Auflage verbunden, ein Museum zu eröffnen.
Neben der Puppenausstellung wird in einem Raum die Fertigung erklärt. Ein Film erzählt aus dem Leben von Käthe Kruse.